# Nelson (Lancashire)
Nelson è una cittadina di 28 998 abitanti del Lancashire, in Inghilterra.